# Remigiuskirche (Bondorf)

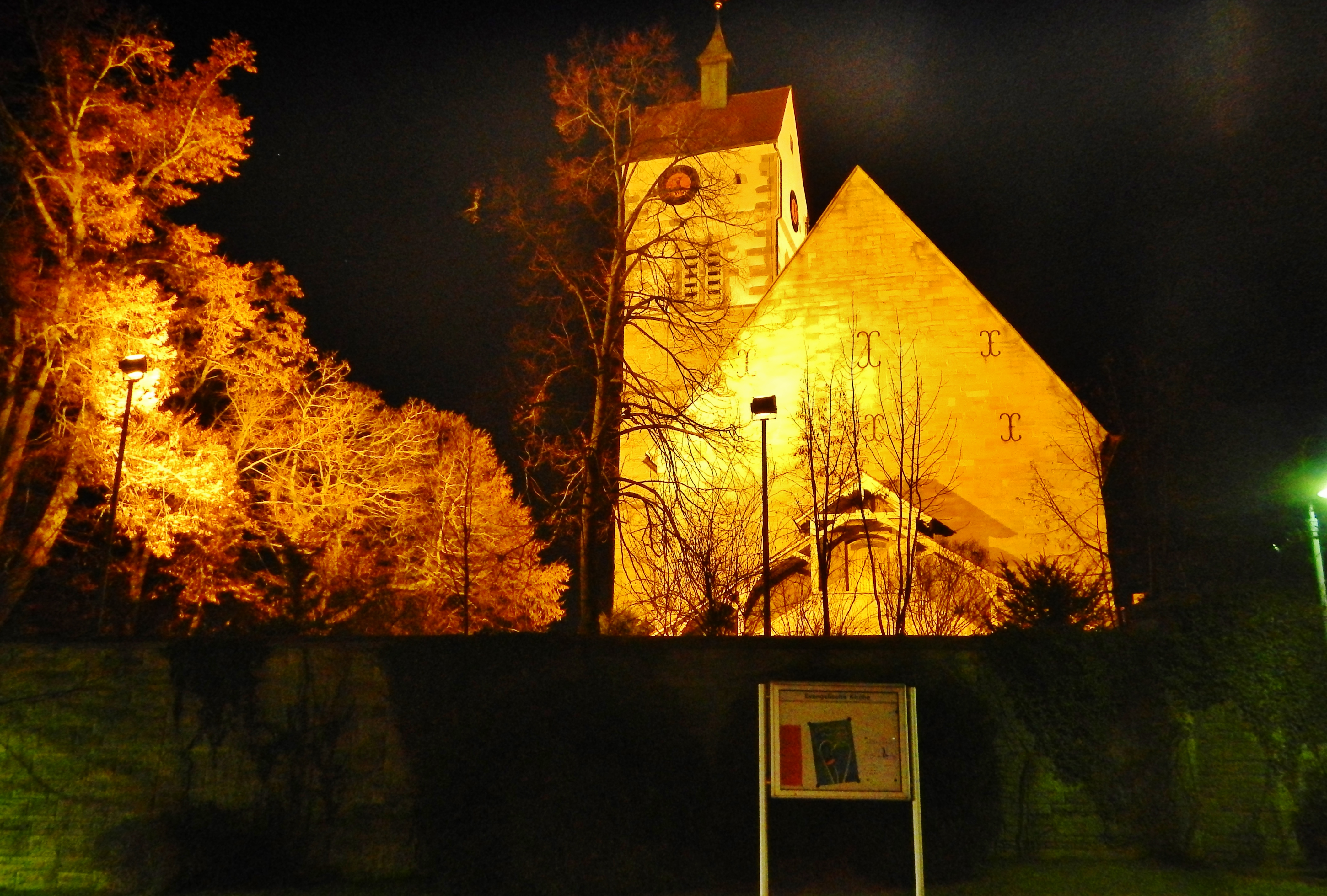
Remigiuskirche in Bondorf

Die evangelische Remigiuskirche steht in Bondorf, einer Gemeinde im Landkreis Böblingen in Baden-Württemberg. Das Bauwerk ist beim Landesamt für Denkmalpflege Baden-Württemberg als Baudenkmal eingetragen. Die Kirchengemeinde Bondorf und Hailfingen gehört zum Kirchenbezirk Herrenberg der Evangelischen Landeskirche in Württemberg.

## Beschreibung
Die Saalkirche wurde im 13. Jahrhundert aus Quadermauerwerk errichtet und 1559 und 1752 verändert. Sie besteht aus einem Langhaus, einem eingezogenen, von Strebepfeilern gestützten Chor mit Fünfachtelschluss im Osten und einem Chorflankenturm an dessen Nordwand. Die vier unteren Geschosse des Turms sind im Kern romanisch, das oberste Geschoss beherbergt die Turmuhr und hinter den als Biforien gestalteten Klangarkaden den Glockenstuhl. Darauf sitzt quer ein Satteldach, aus dessen Mitte sich ein quadratischer Dachreiter erhebt, der mit einem Pyramidendach bedeckt ist.
Im Innenraum des Langhauses wurden zweigeschossige Emporen eingebaut. An der Südseite des Chorbogens ist die Kanzel angebracht. Hinter dem Altar erhebt sich auf der Empore im Chorraum der Orgelprospekt von 1768, hinter den 1973 von Orgelbau Friedrich Weigle ein neues Orgelwerk gebaut wurde. Die Kirchenausstattung ist weitgehend erhalten.